# Best Selection 2010
Best Selection 2010 là album tuyển chọn những bài hát hay nhất đầu tay của nhóm nhạc nam Hàn Quốc TVXQ (hay còn biết đến với tên Tohoshinki tại Nhật Bản). Album được phát hành ngày 17 tháng 2 năm 2010 tại Nhật bởi Rhythm Zone với 3 phiên bản: 2CD+DVD, CD+DVD và CD.

## Danh sách bài hát

### CD
| STT              | Nhan đề                                                                                    | Phổ lời                         | Phổ nhạc                                                   | Thời lượng |
| ---------------- | ------------------------------------------------------------------------------------------ | ------------------------------- | ---------------------------------------------------------- | ---------- |
| 1.               | "呪文 -MIROTIC-" (Jumon -Mirotic-)                                                         | Ryoji Sonoda                    | Sigvardt Mikkel Remee, Secon Lucas, Troelsen Thomas        | 3:32       |
| 2.               | "Share The World"                                                                          | H.U.B                           | Kenichi Maeyamada                                          | 3:27       |
| 3.               | "My Destiny"                                                                               | Mai Osanai                      | Akihisa Matsuura                                           | 5:14       |
| 4.               | "どうして君を好きになってしまったんだろう？" (Dōshite Kimi o Suki ni Natte Shimattandarō?) | Lambsey                         | Fredrik"Fredro"Odesjo, Sylvia Bennett-Smith, Mats Berntoft | 3:20       |
| 5.               | "Purple Line"                                                                              | Ryoji Sonoda                    | Yoo Han Jin, JJ650, Yoo Young Jin, Larry Taylor            | 3:16       |
| 6.               | "Stand by U"                                                                               | Shinjiro Inoue                  | UTA, REO                                                   | 5:56       |
| 7.               | "Stay With Me Tonight"                                                                     | Yoshimitsu Sawamoto, Mai Osanai | Kei Haneoka                                                | 4:42       |
| 8.               | "明日は来るから" (Asu Wa Kuru Kara)                                                        | Takeshi Senoo, Mai Osanai       | Takeshi Sanoo                                              | 5:14       |
| 9.               | "'O'-正･反･合" ('O'-Sei Han Gō)                                                            | H.U.B                           |                                                            | 4:17       |
| 10.              | "Sky"                                                                                      | H.U.B                           | h-wonder                                                   | 5:34       |
| 11.              | "Somebody To Love"                                                                         | Yoshimitsu Sawamoto, Mai Osanai | Kei Haneoka                                                | 4:50       |
| 12.              | "Lovin' you"                                                                               | H.U.B.                          | Mikio Sakai                                                | 5:51       |
| 13.              | "Rising Sun-Japanese ver.-"                                                                | m.c.A・T                        | Yoo Young Jin                                              | 4:42       |
| 14.              | "Summer Dream"                                                                             | H.U.B                           | Tatta Works                                                | 5:00       |
| 15.              | "Bolero"                                                                                   | Lambsey                         | Daisuke Suzuki, Tomita Keiichi                             | 5:58       |
| 16.              | "Begin"                                                                                    | Mai Osanai                      | Jin Nakamura                                               | 5:34       |
| 99.              | Chưa có tiêu đề                                                                            |                                 | Yoo Young Jin                                              |            |
| Tổng thời lượng: | Tổng thời lượng:                                                                           | Tổng thời lượng:                | Tổng thời lượng:                                           | 75:48      |

### CD2 (Phiên bản 2CD+DVD)
| STT              | Nhan đề                                                                        | Phổ lời          | Phổ nhạc                                    | Thời lượng |
| ---------------- | ------------------------------------------------------------------------------ | ---------------- | ------------------------------------------- | ---------- |
| 1.               | "Forever Love" (JUNSU)                                                         | Ryoji Sonoda     | Ichiro Fujiya                               | 6:01       |
| 2.               | "SHINE" (YUCHUN)                                                               | H.U.B            | REO                                         | 4:35       |
| 3.               | "Love in the Ice" (JEJUNG)                                                     | Ryoji Sonoda     | Daisuke Suzuki                              | 5:21       |
| 4.               | "Beautiful You" (CHANGMIN)                                                     | H.U.B.           | Steve Smith, Anthony Anderson, Joleen Belle | 4:39       |
| 5.               | "HUG" (YUNHO)                                                                  | Kenn Kato        | Chang-Hyun Park                             | 4:08       |
| 6.               | "甘く果てしなく" (Amaku Hateshinaku)                                           | H.U.B            | Tatta Works                                 | 4:01       |
| 7.               | "時ヲ止メテ" (Toki Wo Tomete)                                                  | Shinjiroh Inoue  | Ichiro Fujiya                               | 5:35       |
| 8.               | "With All My Heart～君が踊る、夏～" (With All My Heart ~Kimi Ga Odoru, Natsu~) | Shinjiroh Inoue  | Shinjiroh Inoue                             | 5:55       |
| 9.               | "BREAK OUT!"                                                                   | masumi, H.U.B.   | masumi                                      | 3:59       |
| Tổng thời lượng: | Tổng thời lượng:                                                               | Tổng thời lượng: | Tổng thời lượng:                            | 43:09      |

### DVD

#### Phiên bản CD+DVD
- KARAOKE SELECTION

1. Share The World(MV)
2. どうして君を好きになってしまったんだろう？[4th LIVE Tour ver.]
3. 呪文 -MIROTIC-[4th LIVE TOUR ver.]
4. Survivor[4th LIVE TOUR ver.]
5. Purple Line[3rd LIVE TOUR ver.]
6. Bolero[4th LIVE TOUR ver.]
7. Summer Dream[3rd LIVE TOUR ver.]
8. Stand by U(MV Member ver.)
9. Rising Sun[2nd LIVE TOUR ver.]
10. Love in the Ice[3rd LIVE TOUR ver.](MV)
11. BREAK OUT!(Music Video)

#### Phiên bản 2CD+DVD
- LIVE DIGEST

1. TRICK
2. Rising Sun
3. "O"-正.反.合.
4. Stay With Me Tonight
5. Choosey Lover
6. Begin
7. HUG
8. 明日は来るから
9. ZION
10. Break Up The Shell
11. High Time
12. Purple Line
13. 呪文-MIROTIC-
14. The Way U Are
15. Survivor
16. Somebody To Love

- Off shot Movie

## Xếp hạng
| Chart (2010)                        | Xếp hạng cao nhất |
| ----------------------------------- | ----------------- |
| Japan Oricon Daily Album Chart      | 1                 |
| Japan Oricon Weekly Album Chart     | 1                 |
| Japan Oricon Monthly Album Chart    | 1                 |
| Japan Oricon Yearly Album Chart     | 7                 |
| Billboard Japan Top Albums          | 1                 |
| South Korea Gaon Yearly Album Chart | 72                |

## Chứng nhận
| Quốc gia | Bảng xếp hạng                        | Chứng nhận                 |
| -------- | ------------------------------------ | -------------------------- |
| Nhật Bản | Oricon physical sales                | 569,530+                   |
| Nhật Bản | RIAJ physical shipping certification | Double Platinum (500,000+) |
| Nhật Bản | Avex                                 | 700,000+                   |
| Hàn Quốc | Gaon                                 | 21,089+                    |